# کویت وایا (آریزونا)
کویت وایا (به انگلیسی: Kuit Vaya) یک منطقهٔ مسکونی در ایالات متحده آمریکا است که در آریزونا واقع شده‌است. کویت وایا ۹۷۷ متر بالاتر از سطح دریا واقع شده‌است.